# Jaroslav Popovytj
Jaroslav Popovytj (ukrainsk: Ярослав Попович; født 4. januar 1980 i Drohobytj, Ukraine, Sovjetunionen) er en ukrainsk tidligere cykelrytter, som bl.a. cyklede for Trek Factory Racing.
Popovytj blev professionel i 2002, og har blandt andet leveret stærke resultater i Giro d'Italia, hvor han endte på tredje plads i 2003 og femte plads i 2004. I Tour de France 2005 vandt han den hvide trøje som den bedste rytter under 26 år. Året efter vandt han 12. etape. I Tour de France 2007 blev han nummer 8 sammenlagt efter at have været hjælperytter for sine holdkammerater Alberto Contador og Levi Leipheimer.

## Karriere

### Tidlige år
Popovytj blev opfattet som en af de mest lovende cykelryttere mens han kørte junior- og U23-løb efter at have vundet 35 sejre i 2000 og 2001 Han vandt U23-landevejsløbet ved verdensmesterskaberne i 2001 efter at have være blevet nummer to året før Han vandt ligeledes Paris-Roubaix-udgaven for U23-ryttere. Ukraineren blev professionel i 2002 da han begyndte at køre for det belgiske hold Landbouwkrediet-Colnago og leverede nogle stærke optrædener, mest notabelt i Giro d'Italia hvor han blev nummer tre i 2003 og fem i 2004, hvor han kørte i den rosa førertrøje under tre etaper.

### Discovery Channel Pro Cycling Team
Popovytj sluttede sig til Discovery Channel Pro Cycling Team i 2005, og han blev opfattet som en mulig arvtager efter Lance Armstrong som holdkaptajn. Samme år tog Popovytj en af sine bedste sejre da han vandt Katalonien Rundt 2005, der er et vigtigt løb før Tour de France. Sammen med resten af Discovery-holdet vandt han fjerde etapes holdtidskørsel under Tour de France 2005, og viste sit potentiale ved at vinde den hvide trøje under samme Tour, mens han hjalp Lance Armstrong til sin syvende Tour de France-titel
Til Tour de France 2006, opfattedes Popovytj som en af Discoverys fire lede, sammen med Jose Azevedo, Paolo Savoldelli og George Hincapie. Efter at have misset at være blandt de bedste i det samlede klassement i Pyrenæ-etaperne, vandt Popovytj 12. etape ved at angribe sine udbrudskammerater Alessandro Ballan, Óscar Freire og Christophe Le Mével gentagne gange. Under 2006-sæsonen vandt han også etaper i Vuelta a Castilla y León og Tour de Georgia, hvor han sluttede som nummer tre.
Popovytj arbejde hovedsageligt som hjælperytter under 2007-sæsonen, hvor han hjalp Alberto Contador til at vinde Paris-Nice og Tour de France. Tidligere på sæsonen vandt han femte etape under Paris-Nice 2007 efter at have angrebet 33 kilometer fra målstregen. Han blev opfattet som holdkaptajn til Giro d'Italia 2007, men han trak sig under 12. etape efter sit andet styrt i løbet. Under Tour de France 2007, sluttede han som nummer otte efter at have arbejdet for holdkammeraterne  Alberto Contador og Levi Leipheimer.

### Silence-Lotto (2008-)
I 2008 flyttede Popovytj til Silence-Lotto-holdet efter Discovery Channel Pro Cycling Team offentliggjorde at de ikke ville fortsætte efter sæsonen 2007.